# Thomas Robert Cech
Thomas Robert Cech (Chicago, Illinois; 8 de diciembre de 1947) es un químico, bioquímico y profesor universitario estadounidense galardonado con el Premio Nobel de Química en 1989.

## Biografía
Cech pertenecía a una familia de origen checoslovaco. Su padre, que era médico y aficionado a la física. Nacido en Chicago, su infancia transcurrió en la ciudad de Iowa y descubrió por sí mismo la ciencia cuando en cuarto curso comenzó a coleccionar minerales y rocas, preguntándose por su proceso de formación. Cuando estaba en la escuela secundaria visitaba profesores de geología de la Universidad de Iowa para ver los modelos de estructuras cristalinas y discutir sobre meteoritos y fósiles.
Estudió química en el Grinnell College, donde se graduó en 1970. En dicho colegio, conoció a la joven Carol Lynn Martinson, con quien acabaría compartiendo su vida. y posteriormente realizó su doctorado en la Universidad de Berkeley en 1975. Aquel mismo año entró a trabajar en el Instituto Tecnológico de Massachusetts, y fue nombrado profesor de química y bioquímica en la Universidad de Colorado en 1978.

## Investigaciones científicas
El área principal de la investigación de Thomas Cech es la del proceso de transcripción genética del núcleo de las células, observando como el código genético del ADN se transcribe en ARN. En colaboración con Sidney Altman descubrió que para conseguir la unión de fragmentos de ARN era necesaria la presencia del nucleósido, componente básico del ARN, sin la necesidad de estar presente cualquier otra actividad catalítica.
En 1989 fue galardonado, junto con Sidney Altman, con el Premio Nobel de Química «por los descubrimientos de los procesos químicos de propiedades catalizadoras del ácido ribonucleico.

## Premios y reconocimientos
Medalla Nacional de Ciencias, 1995; Premio Nobel de Química, 1989; Premio Heineken, 1988; Premio Internacional Gairdner, 1988; Premio Lasker, 1988; Premio US Steel en Biología Molecular, 1987; Profesor de investigación de por vida de la Sociedad Americana del Cáncer, 1986; Becario Guggenheim, 1985; Premio Pfizer en Química de Enzimas, 1985; Premio al Desarrollo de la Carrera de Investigación de USPHS, 1980.
Miembro, Academia Nacional de Ciencias, 1987; Academia Estadounidense de las Artes y las Ciencias, 1988; Organización Europea de Biología Molecular, 1992; Academia Nacional de Medicina, 2000.